# 부패방지법
{{대한민국의 법령
|명칭=부패방지법
|약칭=부패방지법
|종류=법률 제7612호
|제정=2001년 7월 24일
|상태=현행법
|분야=[[
|내용=국가청렴위원회의 조직 등을 규정.
|관련=공직자윤리법
|원문=부패방지법
|}}
부패방지법(腐敗防止法)은 “부패의 발생을 예방함과 동시에 부패 행위를 효율적으로 규제함으로써 청렴한 공직 및 사회 풍토의 확립에 이바지함”을 목적으로 2001년에 제정된 법률이다. 공공기관의 부패신고자에 대한 보호를 규정하고 있다. 2008년 2월 29일 "부패 방지 및 국민 권익 위원회의 설치와 운영에 관한 법률"의 시행에 따라 폐지되었다.

## 같이 보기
- 공익신고자보호법